# Nor Kyanq (Ararat)
Nor Kyanq (in armeno Նոր Կյանք?) è un comune dell'Armenia di 2 861 abitanti (2008) della provincia di Ararat.